# Zygmunt Śluzek

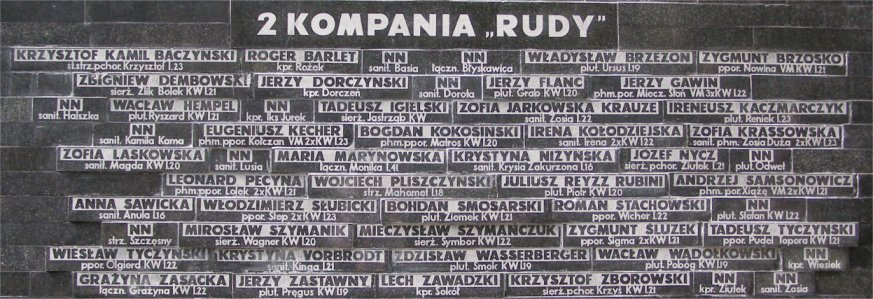
Na Powązkach Wojskowych. Nazwisko Śluzka w 8. rzędzie

Zygmunt Śluzek ps. Sigma (ur. 13 lutego 1923, zm. 18 września 1944 w Warszawie) – podporucznik, w powstaniu warszawskim w szeregach II plutonu „Alek” 2. kompanii „Rudy” batalionu „Zośka” Zgrupowania „Radosław” Armii Krajowej.

## Życiorys
Podczas okupacji niemieckiej działał w polskim podziemiu zbrojnym. Absolwent Szkoły Podchorążych Rezerwy Piechoty Agricola. Uczestnik akcji wysadzenia niemieckiego pociągu na odcinku Tłuszcz-Urle (grupa II minerów). W powstaniu warszawskim uczestniczył w walkach swego oddziału na Woli, Starym Mieście i Czerniakowie. Poległ 18 września 1944 w rejonie ulic Okrąg i Ludnej na Czerniakowie. Miał 21 lat. Jego symboliczna mogiła znajduje się na Powązkach Wojskowych obok kwater żołnierzy i sanitariuszek batalionu „Zośka”.
Został dwukrotnie odznaczony Krzyżem Walecznych.